# Bryan Fischer
Bryan Fischer es el director de Análisis de Asuntos del gobierno y políticas públicas de la American Family Association (AFA). Es anfitrión del programa de radio Focal Point de la estación de Radio American Family y escribe en su blog Rightly Concerned.
Fischer se opone al aborto, al sistema nacional de salud, al ecologismo, a la adopción homoparental y al matrimonio igualitario. Las polémicas declaraciones de Fischer sobre las minorías raciales y étnicas fueron citadas por el Southern Poverty Law Center (SPLC) para justificar la designación de grupo de odio que le dieron a la AFA en noviembre de 2010.

## Biografía
Fischer tiene una licenciatura en filosofía por la Universidad de Stanford y un título de posgrado en teología del Seminario Teológico de Dallas. Fischer sirve en la Iglesia de la Comunidad Cole en Boise, Idaho, donde fundó el Centro de Estudios Bíblicos Cole y fue director de la iglesia durante trece años. Posteriormente Fischer fundó la Iglesia Comunitaria del Valle, en la que fue pastor durante doce años. Antes de unirse a la junta de directores de la American Family Association, Fischer también fue director ejecutivo de Idaho Values Alliance.
En 2004 fue cofundador de la Coalición "Mantenga los Mandamientos", un grupo formado para evitar que se quitara un monumento a los 10 mandamientos en el parque Julia Davis en Boise, Idaho. De 2000 a 2005, se desempeñó como comisionado para el Departamento de Parques y Recreaciones de esa ciudad.

## Opiniones y actividades
En noviembre de 2010, el SPLC cambió a la AFA de la lista de "grupo que usa discurso de odio" a la lista más extrema de "grupo de odio".  Mark Potok, del SPLC, dijo a la AFA que la razón del cambio fue "la propagación de falsedades conocidas y propaganda demonizadora". [19] [21] Los comentarios anti-gay de Fischer fueron presentados como ejemplo por el SPLC en apoyo a su designación como grupo de odio.
Recientemente, Fischer se ha mostrado partidario del movimiento negacionista del sida. Su invitado en la edición del 3 de enero de 2012 de su programa Punto Focal fue el prominente negacionista del sida Peter Duesberg. En ese programa Fischer apoyó firmemente la afirmación de Duesberg de que el sida no es causado por el VIH, sino por el uso de drogas recreativas.  Fischer más adelante se extendió sobre esto en un escrito en su blog Rightly Concerned diciendo que es imposible que un virus pueda permanecer en estado latente durante un largo período de tiempo. Citó como ejemplo a Magic Johnson, quien fue diagnosticado con VIH en 1991 y se ha mantenido saludable durante más de 20 años. Esto a pesar del abrumador consenso científico de que el VIH puede permanecer latente durante varios años antes de la aparición del sida. Desde el punto de vista de Fischer, el VIH es un engaño que fue inventado por investigadores del cáncer que necesitaban una excusa para poder mantener sus subvenciones. También ha expresado su apoyo a la teoría de la protesta contra los impuestos que sostiene que es anticonstitucional que el gobierno de EE. UU. imponga impuestos sobre los ingresos. En su programa del 17 de abril de 2012 de Focal Point presentó el argumento usual de que la 16.ª Enmienda no considera los sueldos y salarios como ingresos.
MormonVoices, un grupo asociado con la Foundation for Apologetic Information & Research, incluyó a Fischer en su lista de las Diez principales declaraciones antimormonas del 2011 por afirmar que "el mormonismo no es una fe cristiana ortodoxa. Simplemente no lo es... Está muy claro que los Padres Fundadores no tenían la intención de preservar automáticamente la libertad religiosa para las religiones no cristianas".
En el artículo "Bully Pulpit" de junio 18 para la revista The New Yorker)), la autora Jane Mayer publicó un artículo sobre Fischer describiendo su influencia en el partido republicano y la campaña presidencial de 2012. El 20 de abril, Fischer atacó a Richard Grenell, portavoz de seguridad nacional de Mitt Romney, candidato presidencial del Partido Republicano, por ser abiertamente gay. Otros conservadores se sumaron a Fischer para pedir la remoción de Grenell y, el 1 de mayo, Grenell renunció a la campaña de Romney en lo que Fischer describió como una "gran victoria" para los conservadores. Durante las primarias presidenciales de 2012, los candidatos del Partido Republicano Rick Santorum, Michele Bachmann, Herman Cain, Newt Gingrich y Tim Pawlenty fueron huéspedes en el programa de Fischer. (Romney no fue invitado).
En el artículo (cuyos hechos dice Mayer que "fueron... todos corroborados por Fisher, y donde presentó objeciones reales, sus anotaciones fueron incluidas"), Mayer también cita a Fischer diciendo que el presidente Barack Obama "desprecia la Constitución... alimenta el odio hacia el hombre blanco" y pretende "destruir el capitalismo". Fischer cree firmemente que la orientación sexual "siempre, siempre, siempre es cuestión de elección", y se opone firmemente a lo que él llama la "teoría moral e intelectualmente en bancarrota de la evolución".
En cuanto al tema de la religión y la política fiscal, Fischer cree que el impuesto progresivo sobre la renta y el impuesto predial violan el octavo y el décimo mandamientos porque (él siente) que aplicar un impuesto a los ingresos y propiedades de los acaudalados, el gobierno "roba" y "codicia" su riqueza.
En 2012, se presentó a la corte un caso en donde en un matrimonio del mismo sexo, Lisa Miller, la  madre biológica, sacó a su hija del país para evitar que su madre legal la pudiera ver. Cuando estaba por iniciarse la selección del jurado, Fischer escribió en Twitter apoyando el secuestro de los hijos en casos de parejas de mismo sexo para poder llevarlos de contrabando a lo que el llama hogares "normales".
Fischer también reiteró su punto de vista en su programa de radio y en video.
Usando la Biblia como fuente, afirma que los dinosaurios y el ser humano convivieron en espacio y tiempo, tan sólo basándose en el Libro de Job.